# 안풍대군
안풍대군(安豐大君)은 조선 목조의 셋째 아들로, 이름은 이정(李精)이다. 목조를 따라 의주(宜州, 현재 원산)로 이주한 이후 그곳에 자주 출몰하여 양민에게 폐해를 끼치던 여진족을 격퇴하는 데 큰 공을 세웠다. 1872년 12월 3일 고종에 의해 안풍대군으로 추봉되었다.

## 가족 관계

### 선조
- 조부 : 이양무(李陽茂, ? ~ 1231년)
- 조모 : 삼척 이씨(三陟 李氏, ? ~ ?) - 상장군 이강제(李康濟)의 딸
  - 아버지 : 조선 추존왕 목조대왕(穆祖大王, ? ~ 1274년)
- 외조부 : 천우위장사 이숙(李肅, ? ~ ?)
- 외조모 : 돌산군부인 정씨(突山郡夫人 鄭氏, ? ~ ?)
  - 어머니 : 효공왕후 평창 이씨(孝恭王后 平昌李氏, ? ~ ?)
    - 형 : 안천대군 이어선 (安川大君 李於仙, ? ~ 1274년)
    - 형 : 안원대군 이진 (安原大君 李珍, ? ~ ?)
    - 동생 : 익조대왕 이행리 (翼祖大王 李行里, ? ~ ?)
    - 동생 : 안창대군 이매불 (安昌大君 李梅拂, ? ~ ?)
    - 동생 : 안흥대군 이구수 (安興大君 李球壽, ? ~ ?)

### 부인과 후손
- 부인 : 부부인 (府夫人, ? ~ ?)
  - 장남 : 동원군 이환(東原君 李環, ? ~ ?)
  - 차남 : 동흥군 이단(東興君 李端, ? ~ ?)
  - 3남 : 동평군 이법장(東坪君 李法莊, ? ~ ?)